# Jutové

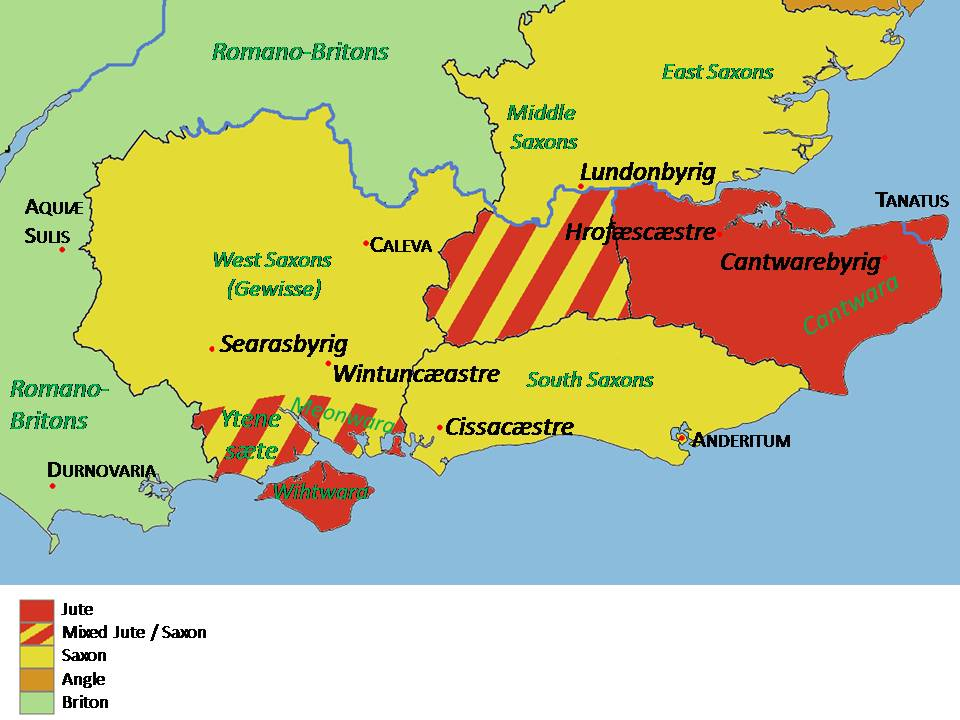
Jutské osídlení v Anglii circa v roce 575

Jutové byl germánský kmen. Spolu s Angly a Sasy přišel v 5. století do Anglie, v rámci stěhování národů. Předtím Jutové pravděpodobně žili na území současného Dánska (jakkoli spojení Jutů a současného názvu Jutsko bylo mnohokrát odmítnuto). Jejich zbytky zde byly patrně absorbovány Dány. Existují ovšem i alternativní teorie, jako například, že Jutové pocházeli ze Švédska a jsou identičtí s tamním kmenem Géatů, nebo sousedními Guty. Na území Anglie se Jutové usadili – dle Bedy Ctihodného, autora latinsky psaného díla Historia ecclesiastica gentis Anglorum z 8. století – v Kentu, Hampshiru a na ostrově Wight. Byli zde buď asimilováni nebo vyhlazeni Sasy, proto je řada informací o nich sporná a není znám ani jazyk, jímž mluvili.